# Thiên Thai
Thiên Thai là tên của chuyện Lưu Thần và Nguyễn Triệu đời nhà Hán nhân tiết Đoan Dương (5/5 âm lịch) vào núi Thiên Thai hái thuốc, bị lạc lối về. Hai người tao ngộ tiên nữ, kết làm vợ chồng. Sống hạnh phúc được nửa năm thì hai chàng nhớ quê muốn về thăm. Các tiên nữ cho biết đây là cõi tiên, đã về trần là không thể trở lại, song vẫn không giữ được hai chàng. Lưu, Nguyễn hồi hương thấy quang cảnh khác hẳn xưa, thì ra họ xa nhà đã bảy đời. Buồn bã, hai người trở lại Thiên Thai thì không thấy tiên đâu nữa...
Việt Nam cũng có một tiên thoại tương tự là "Từ Thức gặp tiên".